# Review of Economic Studies
The Review of Economic Studies est une revue académique d'économie publiée depuis 1933. C'est avec le Quarterly Journal of Economics, Econometrica, le Journal of Political Economy et l'American Economic Review l'une des revues les plus prestigieuses en sciences économiques.

## Bibliométrie
D'après une étude Pantelis Kalaitzidakis et ses coauteurs datée de 2003, The Review of Economic Studies serait la 8e revue la plus prestigieuse en économie.
D'après la base de données Ideas RePEc, The Review of Economic Studies est la sixième revue en termes de facteur d'impact simple et la neuvième revue en termes d'indice de Hirsch.
Près de 250 articles publiés par la Review of Economic Studies ont été écrits par des Prix Nobel d'économie.